# Condado de Rodas
El condado de Rodas es un título nobiliario español creado por la reina regente María Cristina de Habsburgo Lorena y concedido, en nombre del rey Alfonso XIII, a favor de Francisco Martínez de Rodas, coronel de infantería, senador del Reino y diputado a Cortes, el 11 de febrero de 1901 por real decreto y el 13 de abril del mismo año por real despacho.
Su denominación hace referencia al apellido del primer conde.

## Condes de Rodas
|                                     | Titular                             | Periodo                             |
| Creación por Alfonso XIII de España | Creación por Alfonso XIII de España | Creación por Alfonso XIII de España |
| ----------------------------------- | ----------------------------------- | ----------------------------------- |
| I                                   | Francisco Martínez de Rodas         | 1901-1910                           |
| II                                  | Elisa Martínez de Rodas y Arana     | 1910-1966                           |
| III                                 | Enrique de Areilza y Churruca       | 1966-2000                           |
| IV                                  | José María de Areilza y Carvajal    | 2000-hoy                            |

## Historia de los condes de Rodas
- Francisco Martínez de Rodas, I conde de Rodas, gran cruz del Mérito Naval.[1]

Casó con Eloísa de Arana Mendiolea. El 13 de abril de 1910 le sucedió su hija:
- Elisa Martínez de Rodas y Arana, II condesa de Rodas, gran cruz de Beneficencia.[1]

Casó con Enrique de Areilza Arregui. El 28 de noviembre de 1966, tras solicitud cursada el 13 de octubre de 1965 (BOE del día 18 de ese mes) y orden del 24 de junio de 1966 para que se expida la correspondiente carta de sucesión (BOE del 28 de julio), le sucedió su nieto, quien fuera hijo de José María de Areilza y Martínez de Rodas, II marqués de Santa Rosa del Río, y María de las Mercedes de Churruca y Zubiría, IV condesa de Motrico:
- Enrique de Areilza y Churruca, III conde de Rodas, V conde de Motrico, Gran Cruz del Mérito Naval.

Casó con Pilar de Carvajal y Urquijo, hija de Francisco de Borja de Caravajal y Xifré Hurtado de Mendoza y Chacón, IV marqués de Isasi y X conde de Fontanar, y de María Isabel de Urquijo y Landeche. El 30 de octubre del 2000, tras orden del 2 de octubre de ese mismo año para que se expida la correspondiente carta de sucesión (BOE del día 27), le sucedió, por cesión, su hijo:
- José María de Areilza Carvajal, IV conde de Rodas, VI conde de Motrico.

Casó con María Salgado y Madriñán.